# Спасский монастырь (Смоленск)
Спасский монастырь — не сохранившийся до настоящего времени монастырь, существовавший в Смоленске на западной окраине города в районе бывшей деревни Чернушки (современного Старо-Чернушенского переулка).

## История монастыря
Время основания монастыря неизвестно. По данным Н. В. Трофимовского, Спасская церковь впервые упоминается под 1384 годом по случаю бракосочетания в ней дочери смоленского князя Святослава Ивановича и сына Михаила Тверского, но, по-видимому, монастыря при ней ещё не было, так как в монастырских церквях венчания, как правило, не проводятся.
Монастырь существовал как минимум до осады Смоленска (1609—1611), так как сохранилось донесение царю от воевод Шеина и Горчакова о том, что неприятель хочет ставить четыре пушки на Спасской горе по эту сторону монастыря. Известно, что осаждённые вели такую сильную стрельбу по укрепившемуся в монастыре противнику, что принудили его оставить это место. В другом своём донесении они сообщали, что «гетман Лев Сапега да Стадницкий и иные многие паны и ротмистры пришед под Смоленск, стали в Троицком и Спасском и Борисоглебском и в Архангельском и Духовском монастырях». Дальнейшая судьба монастыря неизвестна, но, так как по сведениям Н. В. Трофимовского это место ещё и в начале XIX века называлось «костёлами», по-видимому, по взятии города поляки устроили в Спасской церкви католический храм.
К началу XIX века монастырь уже лежал в руинах. Ещё сохранялись развалины церкви Спаса Благословенного, недалеко от них просматривались остатки длинного здания братских келий, на краю Спасской горы, обращённом к Днепру, — руины колокольни. Всё это на значительном расстоянии было окружено остатками каменной ограды. Руины разбирались в 1838 году на материал для постройки Смоленско-Московской дороги и позднее местным населением на хозяйственные нужды. К концу XIX века территория монастыря была уже занята разросшейся деревней Чернушки. Руины ещё существовали в 1941 году, когда на площадке горы, возвышающейся на 50 метров над уровнем днепровской поймы, располагались военные блиндажи и ходы сообщения.